# Guillaume de Mortain
Guillaume de Mortain († vers 1140) est un baron anglo-normand qui est comte de Mortain (1090-1106) et comte de Cornouailles (1090-1104). À cause de son opposition à Henri Ier Beauclerc, il passe une grande partie de sa vie en prison.

## Biographie
Il est le fils de Robert de Mortain († 1090 ou 95), demi-frère et compagnon de Guillaume le Conquérant, et de Mathilde de Montgommery († 1085), sa première femme. Il est probablement né entre 1060 et 1074.
À la mort de son père en 1090 ou peu après 1095, il hérite de tout son patrimoine anglais et normand et devient donc l'un des principaux barons du Royaume d'Angleterre et du duché de Normandie. Plus tard, selon le chroniqueur Guillaume de Malmesbury, il essaye d'obtenir du roi Henri Ier Beauclerc, son cousin, les terres et titres que tenait son oncle, l'évêque Odon de Bayeux. Mais le roi refuse et Guillaume en est très frustré d'après le chroniqueur. Une chronique contemporaine mentionne même que le roi Henri lui propose en mariage sa belle-sœur, la princesse Marie d'Écosse, mais que Guillaume refuse dédaigneusement. Vers 1101, celle-ci épouse finalement Eustache III de Boulogne.
En 1101, une rébellion a lieu en Angleterre, afin de réunir le royaume et le duché sous un même commandement, celui de Robert Courteheuse, le frère du roi et duc de Normandie. Guillaume est l'un des principaux participants à cette coalition de barons, avec Robert de Bellême, Guillaume II de Warenne et Eustache III de Boulogne. En juillet, le duc Robert débarque en Angleterre, mais aucune bataille n'a lieu. D'après Wace, Guillaume est l'un des négociateurs (certainement pour le duc) qui permettent d'aboutir au Traité d'Alton. Les rebelles sont finalement amnistiés.
Vers 1104, Guillaume quitte l'Angleterre pour la Normandie afin de soutenir Courteheuse dans sa lutte contre Henri. En conséquence, d'après Henri de Huntingdon, il perd tous ses fiefs et titres anglais.
Il est capturé par un contingent breton à la bataille de Tinchebray en 1106. Robert Courteheuse est aussi capturé à cette même bataille et perd son duché au profit de son frère. Guillaume est récupéré difficilement par le roi, et est ensuite emprisonné à la Tour de Londres. D'après Henri de Huntingdon, il aurait été énucléé par le souverain pendant son emprisonnement. D'après Guillaume de Malmesbury, il aurait réussi à s'enfuir en 1118. Les annales de l'abbaye de Bermondsey mentionnent qu'il est libéré vers 1118. Quoi qu'il en soit, il est emprisonné à la Tour de Londres en 1129-1130, comme le montrent les documents fiscaux royaux (Les Pipe Rolls) de l'année 1131. En 1140, il se fait moine à l'abbaye clunisienne de Bermondsey et il est présumé qu'il meurt peu après. On ne lui connaît pas d'épouse.

### Sources
- C. Warren Hollister, « The Anglo-Norman Civil War: 1101 », The English Historical Review, vol. 88, no 347 (avril 1973), p. 315-334.
- C. Warren Hollister, Henry I, édité et complété par Amanda Clark Frost, Yale University Press, 2001  (ISBN 9780300098297).